# HD 96819
HD 96819，又名CD-27 7886，SAO 179577、HR 4334，是一颗恒星，视星等为5.44，位于銀經276.87，銀緯29.54，其B1900.0坐标为赤經11h 3m 53.5s，赤緯-27° 29.54′ 18″。